# Myotis nimbaensis
Myotis nimbaensis — вид рукокрилих ссавців роду нічниць (Myotis) родини лиликових (Vespertilionidae). Вперше виявлений у 2018 році та офіційно описаний в 2021 році групою вчених на чолі з американською мамологинею Ненсі Сіммонс.

## Поширення
Ендемік гір Німба в Гвінеї (Західна Африка). Живе у печерах і покинутих штольнях.

## Опис
Загальна довжина тіла - 11,16-11,63 см, вага - 15,5-17 г. Хутро яскраво-помаранчевого забарвлення.